# Teatro comunale Vittorio Emanuele II (Mortara)
Il Teatro comunale Vittorio Emanuele II è stato per decenni il principale teatro d'opera e di prosa della città di Mortara. Attivo tra la seconda metà dell'Ottocento e la seconda metà del Novecento, ha ospitato rappresentazioni importanti con le principali compagnie di canto e di attori, a cavallo dei due secoli. Ormai in disuso, è stata recuperata solo parte della struttura esterna.

## Storia
La città di Mortara aveva già nel Settecento un piccolo teatro d'opera, il Teatro Scarmaglia, che all'inizio dell'Ottocento era ormai disadorno e insufficiente per la cittadinanza. Sul palcoscenico del piccolo teatrino, collocato in corso Giuseppe Garibaldi, furono messe in scena opere quali Olivo e Pasquale di Gaetano Donizetti (1839), I castellani burlati di Giovanni Valentini (1787), L'italiana in Londra di Domenico Cimarosa (1794).
Nel 1843 i lomellini che prendevano parte al Consiglio Provinciale avanzarono la proposta di edificare un teatro decoroso per la città. Nel 1844 fu approvato il progetto del mortarese Celestino Braccio e il teatro avrebbe dovuto essere edificato nella zona di orto, posta a ovest dell'abbazia di Santa Croce e dedicato a  Vittorio Emanuele, duca di Savoia e principe ereditario.
Al completamento dei lavori, iniziati nel 1845, le decorazioni interne furono affidate a importanti pittori del tempo: il soffitto della platea fu affrescato dallo svizzero Giuseppe Tencalla, il milanese Raffaele Casnedi dipinse il medaglione del ridotto con Due Muse, Giovanni Valtorta realizzò il sipario, Gerolamo Poggetti decorò alcuni palchi.
La prima stagione d'opera aveva in cartellone le opere Ernani di Giuseppe Verdi e La sonnambula di Vincenzo Bellini, entrambe affidate a una compagnia di canto che aveva come principali voci quelle del soprano Elisa Taccani e del tenore Giuseppe Sinico. Il sipariò si alzò proprio con Ernani, il 5 settembre del 1846. Qualche giorno dopo presero avvio a Mortara i lavori del Congresso Agrario e il teatro ospitò la rappresentazione di una cantata composta per l'occasione da Giulio Litta Visconti Arese, su testo di Ottavio Tasca, eseguita sempre da Elisa Taccani, moglie di Tasca.
Tra la fine dell'Ottocento e la prima metà del Novecento, il teatro ospitò solo spettacoli di prosa, concerti musicali ed eventi culturali e le stagioni d'opera non furono più avviate. Negli anni venti del secolo scorso, subito dopo il periodo di chiusura dovuto alla guerra, il teatro andò incontro a un progressivo declino e il sipario calò definitivamente nel 1928; la struttura fu utilizzata esclusivamente per veglioni e feste. Negli anni sessanta, la cantante Mina tenne un concerto, ma la sala venne definitivamente abbandonata qualche anno più tardi e chiusa al pubblico.

## Architettura
La struttura esterna è tipica dei teatri all'italiana: il portico d'ingresso, galleria delle carrozze, è caratterizzato da un'ampia apertura centrale ad arco affiancata da due aperture minori; le due aperture laterali ad arco consentivano l'ingresso delle carrozze. Sopra il portico si trova un'ampia balconata a cui si accede dal ridotto. 
La sala interna, a forma di ferro di cavallo, era originariamente coperta dalla conchiglia acustica, oggi scomparsa. I quarantotto palchetti presentano pavimento in cotto e alcuni di essi sono caratterizzati da soffitti a volta ribassata con decorazioni in rilievo; i parapetti terminano con poggiagomiti in velluto rosso, ancora presente ma completamente usurato.
Nel 1989 è stato eseguito un intervento di restauro sulla struttura esterna, ma l'interno versa in stato di abbandono. Nulla è stato conservato degli affreschi, delle sculture e delle decorazioni, molte già depredate durante la seconda guerra mondiale.